# Le strabilianti imprese di Fantomius ladro gentiluomo
Le strabilianti imprese di Fantomius ladro gentiluomo è una serie di storie a fumetti, scritta e disegnata da Marco Gervasio, pubblicata sul settimanale Topolino a partire dal 13 novembre 2012.

## Le storie

### Serie originale
| nº | Titolo                                | Data di pubblicazione | Volume Topolino |
| -- | ------------------------------------- | --------------------- | --------------- |
| 1  | Il monte rosa                         | 13 novembre 2012      | Topolino 2972   |
| 2  | L'evasione di Fantomius               | 20 novembre 2012      | Topolino 2973   |
| 3  | Fantomius a bordo                     | 27 novembre 2012      | Topolino 2974   |
| 4  | Brutfagor                             | 4 dicembre 2012       | Topolino 2975   |
| 5  | Silenzio in sala                      | 16 aprile 2013        | Topolino 2994   |
| 6  | La maledizione del Faraone            | 5 febbraio 2014       | Topolino 3036   |
| 7  | L'ottava meraviglia del mondo         | 12 febbraio 2014      | Topolino 3037   |
| 8  | Fantomius sulla neve                  | 25 febbraio 2014      | Topolino 3039   |
| 9  | La maschera di Fu Man Etchù           | 8 ottobre 2014        | Topolino 3072   |
| 10 | Il bottino dei Baskerville            | 15 ottobre 2014       | Topolino 3073   |
| 11 | Il tesoro del Doge                    | 5 novembre 2014       | Topolino 3075   |
| 12 | Il nobile dietro la maschera          | 10 giugno 2015        | Topolino 3107   |
| 13 | Gli anelli di Cagliostro              | 17 giugno 2015        | Topolino 3108   |
| 14 | Il tesoro di Francis Drake            | 20 gennaio 2016       | Topolino 3139   |
| 15 | Fantomius d'Egitto                    | 10 febbraio 2016      | Topolino 3142   |
| 16 | Il ladro e il miliardario             | 2 marzo 2016          | Topolino 3145   |
| 17 | Dolly Paprika (prima parte)           | 8 febbraio 2017       | Topolino 3194   |
| 18 | Dolly Paprika (seconda parte)         | 8 febbraio 2017       | Topolino 3194   |
| 19 | Notre Duck                            | 31 maggio 2017        | Topolino 3210   |
| 20 | Senza maschera                        | 13 settembre 2017     | Topolino 3225   |
| 21 | La sfida di Fantomius                 | 6 dicembre 2017       | Topolino 3237   |
| 22 | La notte delle gemme                  | 15 agosto 2018        | Topolino 3273   |
| 23 | I due vendicatori (prima parte)       | 29 agosto 2018        | Topolino 3275   |
| 24 | I due vendicatori (seconda parte)     | 29 agosto 2018        | Topolino 3275   |
| 25 | La settima arte                       | 3 ottobre 2018        | Topolino 3280   |
| 26 | Sulle tracce di Copernico             | 26 giugno 2019        | Topolino 3318   |
| 27 | Fantomius torna a casa                | 25 dicembre 2019      | Topolino 3344   |
| 28 | La luce di Zeus                       | 6 maggio 2020         | Topolino 3363   |
| 29 | L'inizio e la fine: prologo           | 30 dicembre 2020      | Topolino 3398   |
| 30 | L'inizio e la fine                    | 13 gennaio 2021       | Topolino 3399   |
| 31 | Furto nel futuro                      | 20 gennaio 2021       | Topolino 3400   |
| 32 | Distopia                              | 27 gennaio 2021       | Topolino 3401   |
| 33 | La fine... e l'inizio                 | 3 febbraio 2021       | Topolino 3402   |
| 34 | La notte di Fantomius (prima parte)   | 27 aprile 2022        | Topolino 3466   |
| 35 | La notte di Fantomius (seconda parte) | 4 maggio 2022         | Topolino 3467   |
| 36 | L'alba di Fantomius (prima parte)     | 18 maggio 2022        | Topolino 3469   |
| 37 | L'alba di Fantomius (seconda parte)   | 25 maggio 2022        | Topolino 3470   |
| 38 | Fantomius torna a colpire             | 4 ottobre 2023        | Topolino 3541   |
| 39 | Ombre del passato (prima parte)       | 10 luglio 2024        | Topolino 3581   |
| 40 | Ombre del passato (seconda parte)     | 10 luglio 2024        | Topolino 3581   |
| 41 | L'asso di picche (prima parte)        | 20 novembre 2024      | Topolino 3600   |
| 42 | L'asso di picche (seconda parte)      | 20 novembre 2024      | Topolino 3600   |
| 43 | Il club del crimine (prima parte)     | 2 luglio 2025         | Topolino 3632   |
| 44 | Il club del crimine (seconda parte)   | 2 luglio 2025         | Topolino 3632   |

### Serie spin-off
| nº | Titolo                       | Data di pubblicazione | Volume Topolino |
| -- | ---------------------------- | --------------------- | --------------- |
| 1  | La notte della confraternita | 26 agosto 2020        | Topolino 3379   |
| 2  | Il lato oscuro               | 2 settembre 2020      | Topolino 3380   |
| 3  | La festa d'inverno           | 9 settembre 2020      | Topolino 3381   |
| 4  | La regata                    | 16 settembre 2020     | Topolino 3382   |
| 5  | Il libro degli errori        | 23 settembre 2020     | Topolino 3383   |
| 6  | Il mistero del lato oscuro   | 25 agosto 2021        | Topolino 3431   |
| 7  | La biblioteca perduta        | 1 settembre 2021      | Topolino 3432   |
| 8  | Il segreto di Famedoro       | 8 settembre 2021      | Topolino 3433   |
| 9  | La notte del vandalo         | 5 ottobre 2022        | Topolino 3489   |
| 10 | Il sogno di Beth             | 5 ottobre 2022        | Topolino 3489   |

### Capitoli antecedenti alla serie
| nº | Titolo                                 | Data di pubblicazione | Volume Topolino |
| -- | -------------------------------------- | --------------------- | --------------- |
| 1  | Paperino e l'ombra di Fantomius        | 17 dicembre 2002      | Topolino 2455   |
| 2  | Paperinik e il tesoro di Dolly Paprika | 6 marzo 2007          | Topolino 2675   |
| 3  | Paperinik e il segreto di Fantomius    | 12 luglio 2011        | Topolino 2902   |
| 4  | Paperinik e il passato senza futuro    | 14 febbraio 2012      | Topolino 2933   |

## Personaggi

### Personaggi principali
- Lord Lamont John Quackett/Fantomius: è un leggendario ladro gentiluomo creato da Guido Martina nel 1969. I suoi diari, hanno ispirato Paperino a creare il suo alter ego Paperinik. La sua identità segreta è quella di Lord Lamont John Quackett, ricco nobilpapero dell'alta società paperopolese stanco della vita mondana e dell'inettitudine dei suoi pari.
- Dolly Duck/Dolly Paprika: è la compagna di vita e di imprese di Fantomius creata da Martina nel 1970. Sotto la maschera si nasconde Dolly Duck membro dell'esclusiva crema cittadina, di cui, al pari di John Quackett, è molto insofferente.
- Copernico Pitagorico: è un brillante inventore, aiutante della tenebrosa coppia nonché bisnonno di Archimede. Nella serie Fantomius si scontra più volte con un misterioso nemico dall'aspetto molto simile a quello dell'inventore che si rivela essere suo fratello gemello cattivo, di nome Cartesio Pitagorico.
- Commissario Alcmeone Pinko: è il comandante della polizia di Paperopoli che si ostina a cercare di catturare il ladro mascherato, ma ogni volta viene battuto. Nemico giurato di Fantomius.
- Adelaide Pinko: è la moglie del commissario, molto amica di Dolly Duck e affascinata da Lord Quackett. Il suo nome da nubile è Adelaide Grimani, essendo di origini aristocratiche italiane e discendente del doge Marino Grimani.

### Personaggi secondari
- Jen Yu/Lady Senape: è una ladra mascherata, ex-compagna d'avventure di Fantomius e suo antico amore.
- Paper Holmes: è un investigatore di Londra che si trasferisce a Paperopoli per cercare di catturare Fantomius. Parodia del celebre investigatore Sherlock Holmes.
- Il Dottor Duckson: è il compagno d'avventure di Paper Holmes. Parodia del Dottor Watson.
- Hercule Paperot: è un investigatore belga molto famoso in Europa che si trasferisce a Paperopoli per cercare di catturare Fantomius.
- Tom Ducket: è il compagno di stanza di John.
- Beth Ducket: è la sorella di Tom, studentessa in un college femminile.
- Annabelle, detta Belle: è un'amica di Beth e fidanzata di Tom, dopo una breve infatuazione per Bill Bullet.
- Il rettore di Paperbridge: Di idee democratiche e per questo combattuto dalla confraternita dei mascherati.
- Il professor Gruff: è il docente di filosofia, le sue teorie sulla duplicità dell'animo umano avranno una profonda influenza su John.

### Antagonisti
- Cuordipietra Famedoro: è un miliardario sudafricano, rivale di Paperon de' Paperoni e nemico di Fantomius.
- Cartesio Pitagorico: è il fratello gemello cattivo di Copernico Pitagorico, e antenato di Archimede.
- Il professor Krimen: è il docente di latino; è a capo della confraternita dei mascherati, che, sotto la sua guida, è passata da semplice associazione studentesca a una vera e propria scuola per criminali.
- Bill Bullet, detto Bill Bull: è un membro della confraternita dei mascherati.
- Il dottor Fu Man Etchù: è un criminale cinese che soffre perennemente di raffreddore, e vuole soggiogare i farmacisti di tutto il mondo per obbligarli a non somministrare più rimedi antiallergici, in modo che tutti soffrano di raffreddore come lui. Parodia di Fu Manchu.
- Carl Denquack: è un regista cinico, eccentrico e poco affidabile che rappresenta Gong come l'ottava meraviglia del mondo. Parodia di Carl Denham.

## Ristampe

### Definitive Collection
A partire dall'ottobre 2014 Panini Comics ha cominciato a riproporre la saga di Fantomius nella collana Disney Definitive Collection, in volumi monografici che raccolgono quattro storie l'uno. Ad aprile 2021 viene pubblicato il cofanetto contenente i primi 6 volumi con nuove copertine inedite. I volumi sono disponibili anche singolarmente.
| Volume collana | Titolo                                        | Puntate | Data di uscita    |
| -------------- | --------------------------------------------- | ------- | ----------------- |
| 1              | Fantomius - ladro gentiluomo - volume 1       | 4       | 15 ottobre 2014   |
| 5              | Fantomius - ladro gentiluomo - volume 2       | 4       | 15 giugno 2015    |
| 9              | Fantomius - ladro gentiluomo - volume 3       | 4       | 15 febbraio 2016  |
| 12             | Fantomius - ladro gentiluomo - volume 4       | 4       | 15 agosto 2016    |
| 23             | Fantomius - ladro gentiluomo - volume 5       | 4       | 15 dicembre 2017  |
| 29             | Fantomius - ladro gentiluomo - volume 6       | 4       | 15 settembre 2018 |
| 33 special     | Paperinik e il segreto di Fantomius (prequel) | 4       | 6 aprile 2020     |
| 35             | Fantomius - ladro gentiluomo - volume 7       | 4       | 15 aprile 2021    |
| 37             | Fantomius - ladro gentiluomo - volume 8       | 5       | 12 maggio 2023    |

### Topolino Limited De Luxe Edition
| Volume collana | Titolo                              | Data di uscita |
| -------------- | ----------------------------------- | -------------- |
| 17             | Le strabilianti papere di Fantomius | 12 marzo 2018  |

### Topolino Extra
| Volume collana | Titolo                         | Data di uscita |
| -------------- | ------------------------------ | -------------- |
| 11             | Fantomius - L'inizio e la fine | 25 agosto 2022 |
| 16             | Fantomius - La notte e l'alba  | 29 giugno 2023 |

### Le Serie Imperdibili
| Volume collana | Titolo                                           | Data di uscita   |
| -------------- | ------------------------------------------------ | ---------------- |
| 9              | Paperbridge - Le origini di Fantomius - volume 1 | 25 maggio 2023   |
| 10             | Paperbridge - Le origini di Fantomius - volume 2 | 27 luglio 2023   |
| 13             | Fantomius - Ladro gentiluomo - volume 1          | 25 gennaio 2024  |
| 14             | Fantomius - Ladro gentiluomo - volume 2          | 4 aprile 2024    |
| 16             | Fantomius - Ladro gentiluomo - volume 3          | 30 agosto 2024   |
| 18             | Fantomius - Ladro gentiluomo - volume 4          | 12 dicembre 2024 |

## Accoglienza
La serie è stata candidata come "Miglior serie dal tratto non realistico" al Premio Attilio Micheluzzi del Napoli Comicon del 2016, del 2017 e del 2018 e come "Miglior serie breve" al Premio Gran Guinigi del Lucca Comics and Games nel 2013.